# Rudolf Gunst

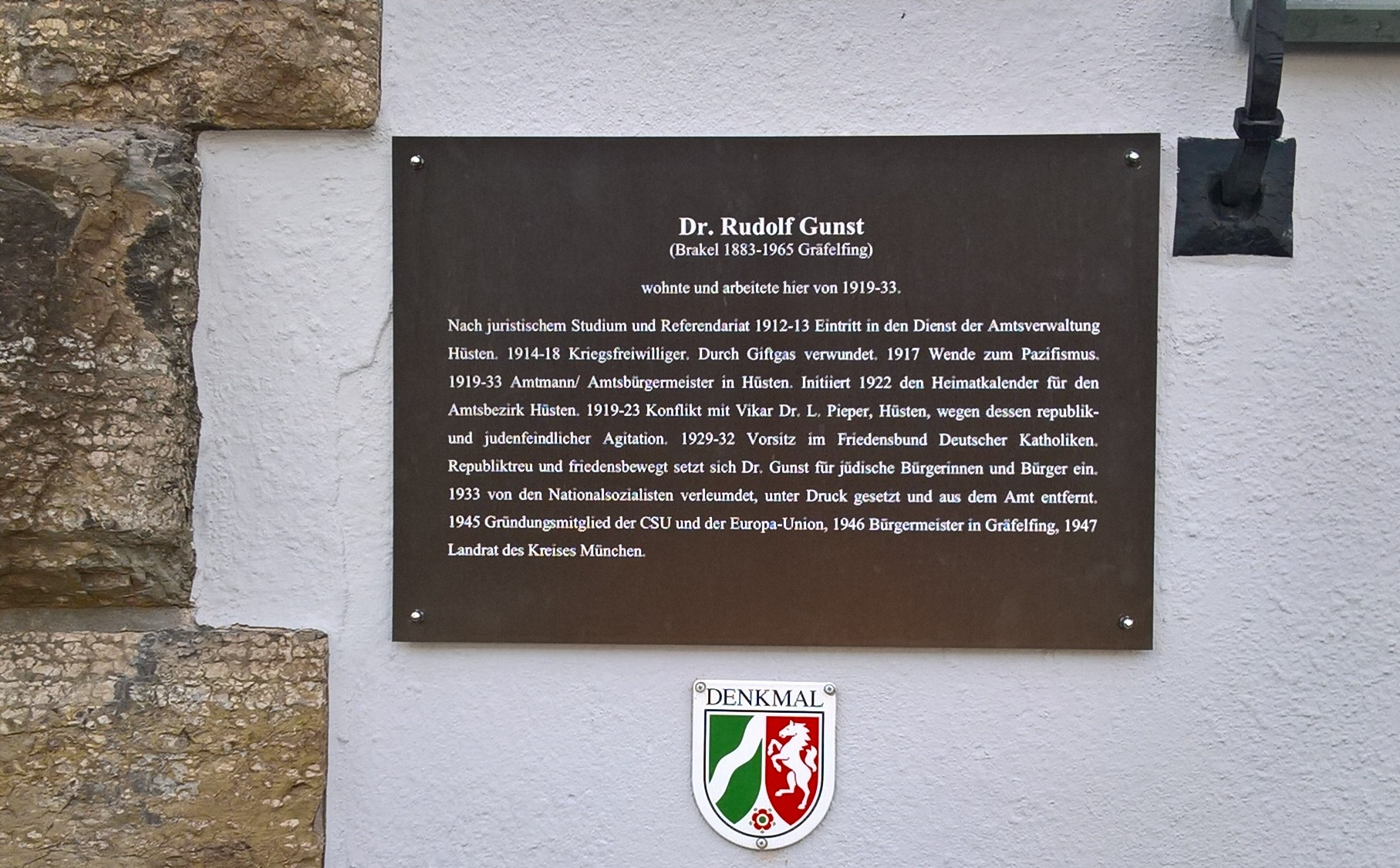
Gedenktafel Rudolf Gunst am Alten Amtshaus Hüsten

Rudolf Gunst (* 16. November 1883 auf  Gut Hembsen bei Brakel; † 2. Oktober 1965 in Gräfelfing) war ein deutscher Kommunalbeamter und Aktivist der katholischen Friedensbewegung.

## Familie
Er stammt aus einer ursprünglich aus Fritzlar stammenden Patrizierfamilie und war Sohn eines Gutsbesitzers und Mitglied im preußischen Abgeordnetenhaus. Auch der Großvater war bereits Abgeordneter. Beide waren in der Zentrumspartei aktiv und im Katholizismus verwurzelt. Er selbst heiratete Maria Wulf aus Wiesbaden. Aus der Ehe ging ein Sohn hervor, der in den letzten Tagen des Zweiten Weltkriegs beim Häuserkampf um Berlin fiel.

## Leben
Gunst besuchte in Coesfeld das Gymnasium und studierte in Kiel, Paris, München und Münster Rechtswissenschaft und Nationalökonomie. Während seiner Zeit in Paris gehörte er einer katholischen Studentenvereinigung an. Im Jahr 1908 legte er das Referendarexamen ab.
Danach war er in der Kommunalverwaltung in Brakel und bei der Provinzialverwaltung in Münster tätig. Im Jahr 1910 promovierte er zum Dr. jur. In Eisleben war er von 1908 bis 1911 Magistratsdezernent. Zwischen 1912 und 1913 war er beim Amt Hüsten beschäftigt. Eine Zeitlang war er auch in Windhuk in Südwestafrika tätig. Danach war er Erster Beigeordneter in Lublinitz in Oberschlesien.
Während des Ersten Weltkrieges diente er als Freiwilliger. Im Rang eines Leutnants nahm er an den Kämpfen an der Westfront teil und wurde dabei schwer verwundet. Die Nachwirkungen einer Gasvergiftung machten ihn noch 1923 für mehrere Monate arbeitsunfähig. Seit 1917 sind von ihm pazifistische Äußerungen überliefert.
Im Jahr 1919 wurde er Amtmann des Amtes Hüsten. Er wurde mit dem zunächst kommissarisch betraut. Sein Vorgänger Thüsing war nach Auseinandersetzungen mit dem örtlichen Arbeiter- und Soldatenrat zurückgetreten. Etwa seit 1927 lautete sein Titel Amtsbürgermeister. Auf seine Anregung hin wurde der Heimatkalender für das Amt Hüsten herausgegeben. Daneben war Gunst in der katholischen Friedensbewegung aktiv. Er gehörte dem Friedensbund der Deutschen Katholiken an. Er gehörte zu den aktivsten Mitgliedern und war dadurch über die Grenzen Deutschlands hinaus bekannt. In den Jahren 1931/32 war er Vorsitzender der deutschen Sektion. Er gehörte zu den Organisatoren des großen Friedenstreffens auf dem Borberg bei Brilon im Jahr 1931, an dem unter anderem Franz Stock teilnahm. Auf einem Friedenstreffen in Amsterdam hielt er eine vielbeachtete Rede zur Völkerversöhnung. Er nahm an zahlreichen weiteren Friedenskongressen im In- und Ausland teil.
Damit stieß er auf Missbilligung nationalistischer Kreise. Bereits in den 1920er-Jahren lieferte er sich Auseinandersetzungen mit dem nationalsozialistisch gesinnten Kaplan an St. Petri in Hüsten, Lorenz Pieper. Der Unmut der Nationalsozialisten gegen Gunst konnte sich nach dem Beginn der nationalsozialistischen Herrschaft 1933 Luft machen. Die Nationalsozialisten warfen ihm seine republiktreue Gesinnung, seine Aktivitäten in der Friedensbewegung und sein Bemühen um den Schutz jüdischer Mitbürger vor. Bald wurden Rücktrittsforderungen laut. Im Frühjahr 1933 wurde er von der Gestapo in Dortmund bei einer Dienstbesprechung verhaftet. Aus Angst vor der SA ging die Familie danach kaum noch auf die Straße. Im Juni 1933 wurde er von der lokalen NSDAP öffentlich der Unregelmäßigkeit in seiner Amtsführung beschuldigt. Daraufhin wurde er aus dem Amt entlassen, nachdem er sich mit seiner Familie teilweise im Wald verstecken musste. Seine Besitztümer wurden geplündert, das kostbare Mobiliar aus den Fenstern des Amtshauses geworfen. Seine Kriegsverletzung, die ihm immer wieder zu schaffen machte, wurde als Grund genommen, ihm dauernde Dienstunfähigkeit vorzuwerfen, und ihn sogar zu verpflichten ,„5000 RM als Entschädigung für die dem Amte geltend gemachten zivilrechtlichen Ansprüche“ zu zahlen.
Die Familie lebte bis 1935 in Berlin. Nach einer Reise nach Amerika lebte er als Privatier in Gräfelfing. Über seine Zeit während der folgenden Jahre gibt es kaum Informationen. Im Jahr 1946 wurde er zum Bürgermeister seines Wohnortes gewählt und hat die dortige Gemeindeverwaltung maßgeblich mit aufgebaut. Im Jahr 1947 wurde er Landrat des Kreises München. Am Neubau des Kreiskrankenhauses in München-Pasing war er stark beteiligt. Nach dem Ausscheiden aus dem Amt ein Jahr später aus Altersgründen blieb er Mitglied des Kreistages und war Vorsitzender der CSU-Fraktion.
Er war Gründungsmitglied der Partei sowie der Europa-Union. Auch wirkte er maßgeblich an der Wiedergründung des Friedensbundes der Deutschen Katholiken teil. Am 5. März 1953 wurde er mit dem Bundesverdienstkreuz am Bande ausgezeichnet. Er erhielt 1963 die Bürgermedaille in Gold der Gemeinde Gräfelfing. Er vermachte der Gemeinde ein beträchtliches Vermögen zur Errichtung eines Seniorenheimes. Dieses trägt den Namen "Rudolf und Maria Gunst-Haus." Am ehemaligen Amtshaus Hüsten befindet sich eine Gedenktafel.